# Acrotaphus mexicanus
Acrotaphus mexicanus là một loài tò vò trong họ Ichneumonidae.